# Titularbistum Tabala
Tabala ist ein Titularbistum der römisch-katholischen Kirche. Es geht zurück auf das ehemalige Bistum der antiken Stadt Tabala in der kleinasiatischen Landschaft Lydien in der westlichen Türkei und gehörte der Kirchenprovinz Sardes an
| Titularbischöfe von Tabala |                            |                                           |              |                   |
| Nr.                        | Name                       | Amt                                       | von          | bis               |
| 1                          | John Peter Francis Ross SJ | Apostolischer Vikar von Hiroshima (Japan) | 18. Mai 1928 | 26. Dezember 1969 |